# La Pointe, Wisconsin
La Pointe là một thị trấn thuộc quận Ashland, tiểu bang Wisconsin, Hoa Kỳ. Năm 2010, dân số của thị trấn này là 246 người.